# ボヘミアン (曲)
「ボヘミアン」は、大友裕子の楽曲。作詞はチャゲ&飛鳥（現：CHAGE and ASKA）の飛鳥涼（現：ASKA）、作曲は井上大輔が担当。
葛城ユキによるカバーで楽曲がヒットを記録した。

## 背景
井上大輔の妻がチャゲ&飛鳥のコンサートを鑑賞したことがきっかけとなり、飛鳥と井上がタッグを組んで楽曲を制作する話がまとまった。最初1982年9月21日に大友裕子がシングルで発売したが、大友はこのシングル盤の発売日に結婚して引退してしまう。のちに葛城ユキが1983年4月21日発売のアルバム『RUNNER』に収録し、同年5月21日にシングルカットする。同シングルは6月放送開始のシリーズ水曜の女「赤い足音」（毎日放送制作・TBS系列）の主題歌に起用され、オリコンチャートにて週間最高位3位を記録する大ヒット曲になった。
葛城による「ボヘミアン」は41万枚を売り上げ、井上は葛城に対し「（葛城）ユキをイメージして書いた曲」と説明している。

## 収録曲

### 大友裕子盤
- 全作詞：飛鳥涼／作曲：井上大輔

A面
1. ボヘミアン（2分50秒）
編曲：井上大輔

B面
1. マルセル橋（4分38秒）
編曲：平野孝幸

### 葛城ユキ盤
- 全作曲：井上大輔

A面
1. ボヘミアン（3分33秒）
作詞：飛鳥涼／編曲：井上大輔
  - シリーズ水曜の女「赤い足音」主題歌

B面
1. グレイの朝に（6分45秒）
作詞：東海林良／編曲：鈴木宏昌

  - 歌：葛城ユキ & 井上大輔

## カバー
- CHAGE and ASKA（1983年、ライブ・アルバム『1983.9.30 CHAGE&ASUKA LIVE IN YOYOGI STADIUM』／1985年、アルバム『Standing Ovation』に収録 ※セルフカバー）
- Mi（2006年、カバー・アルバム『80's×Mi』に収録）
- アンドリューW.K.（2008年、カバー・アルバム『一発勝負〜カヴァーズ』に収録。英語歌詞）
- 清春（2008年、シングル「五月雨（Type A）」に収録）
- 水雲-MIZMO-（2008年、カバー・アルバム『歌謡抄〜雲の巻〜』に収録）
- 葛城ユキ（2008年、リメイク盤「2008 Remake Version」としてリリース）
- 西寺実（2009年、カバーアルバム『ふぞろいのロックたち 其之壱』に収録）